# Zushi, Kanagawa
Zushi (逗子市 (Đậu Tử thị) Zushi-shi) là một thành phố thuộc tỉnh Kanagawa, Nhật Bản.